# جورج وليامس
جورج كريستوفر وليامس (بالإنجليزية: George Christopher Williams)‏ هو لاعب كرة قدم ويلزي في مركز الهجوم ولد في يوم 7 سبتمبر 1995 في مدينة ميلتون كينز في إنجلترا، يلعب حالياً مع نادي فولهام وسبق له اللعب مع نادي ميلتون كينز دونز ونادي غيلينغهام، في سنة 2014 بدأ باللعب مع منتخب ويلز لكرة القدم ويبلغ طوله 178 سم.

## مسيرته الكروية
لعب جورج وليامس خلال مسيرته الاحترافية مع 5 أندية في ثلاثة عشر موسمًا وسجل خلالها 8 أهداف ضمن 95 مباراة. ولم يفز بأي موسم بالكأس أو بالدوري.
خاض جورج وليامس مسيرته مع نادي ميلتون كينز دونز في موسم 2011–12 في المرة الأولى لمدة موسم واحد ثم في موسم 2014–15 ولمدة موسمين، مشاركًا طوالها في 17 مباراة ولم يسجل أي هدف. ثم انتقل إلى نادي فولهام في موسم 2012–13 في المرة الأولى ليلعب معه أربعة مواسم ثم في موسم 2016–17 ولمدة موسمين، حيث شارك طوالها في 15 مباراة ولم يسجل أي هدف أيضًا. لينتقل بعدها إلى نادي غيلينغهام في موسم 2015–16 لمدة موسم واحد، مشاركًا في 10 مباريات ولم يسجل أي هدف أيضًا. ثم انتقل إلى نادي سانت جونستون في موسم 2017–18 لمدة موسم واحد، مشاركًا في 11 مباراة ولم يسجل أي هدف أيضًا. هذا وانتقل لاحقًا إلى نادي فوريست غرين في موسم 2018–19 ولمدة موسمين، مشاركًا في 42 مباراة سجل خلالها 8 أهداف.

## روابط خارجية
- جورج وليامس على موقع الاتحاد الأوربي (الإنجليزية)
- جورج وليامس على موقع قاعدة بيانات كرة القدم.إي يو (الإنجليزية)
- جورج وليامس على موقع ناشيونال فوتبول تيمز (الإنجليزية)
- جورج وليامس على موقع Soccerbase.com (لاعب) (الإنجليزية)
- جورج وليامس على موقع Soccerway.com (الإنجليزية)
- جورج وليامس على موقع عالم كرة القدم.نت (الإنجليزية)
- جورج وليامس على موقع AS.com (الإسبانية)